# غاستون ماشين
غاستون ماشين (بالإسبانية: Gastón Machín Romero)‏ هو لاعب كرة قدم أرجنتيني في مركز الوسط، ولد في 20 فبراير 1983 في Del Viso ‏ في الأرجنتين. لعب مع أتلتيكو باتروناتو وأرجنتينوس جونيورز وانيستتوتو وإنديبندينتي ونادي سان لورينزو ونيولز أولد بويز وهوراكان.

## وصلات خارجية
- غاستون ماشين على موقع إي إس بي إن إف سي (الإنجليزية)
- غاستون ماشين على موقع قاعدة بيانات كرة القدم.إي يو (الإنجليزية)
- غاستون ماشين على موقع Soccerway.com (الإنجليزية)